# セキチュー
株式会社セキチュー（英: SEKICHU Co., Ltd.）は、群馬県高崎市に本社を置くホームセンターを運営する企業。

## 沿革
- 1806年（文化3年） - セキチューの前身となる関口材木店を創業。
- 1952年（昭和27年） - 資本金50万円で「関口木材株式会社」を設立。
- 1975年（昭和50年）8月 - 群馬県山田郡大間々町（現・みどり市大間々町）にホームセンター1号店を開店。
- 1977年（昭和52年）- 関口忠により株式会社セキチューに社名を変更。
- 1994年（平成6年）6月 - 株式を店頭公開（現在の東京証券取引所スタンダード市場。旧JASDAQ）。
- 2002年（平成14年）8月 - 本社を高崎市倉賀野町へ移転。

## 展開している業態・店舗
詳細は公式サイト「店舗のご案内」を参照。
- セキチュー - ホームセンター。出店数は群馬県11店舗、栃木県2店舗、埼玉県7店舗、東京都1店舗、千葉県2店舗、長野県1店舗。
- リフォームセキチュー - セキチューに併設されるリフォーム専門店。出店数は群馬県9店舗、栃木県1店舗、埼玉県6店舗、東京都1店舗。
- オートウェイ - カー用品店。出店数は群馬県3店舗。
- サイクルワールド - 自転車専門店。出店数は埼玉県1店舗、東京都2店舗。
- ツールボックス - 工具買取。出店数は埼玉県3店舗。

### スポンサー関連
- 群馬ダイヤモンドペガサス
- tonan前橋
- 浦和レッドダイヤモンズ

## 店舗ギャラリー

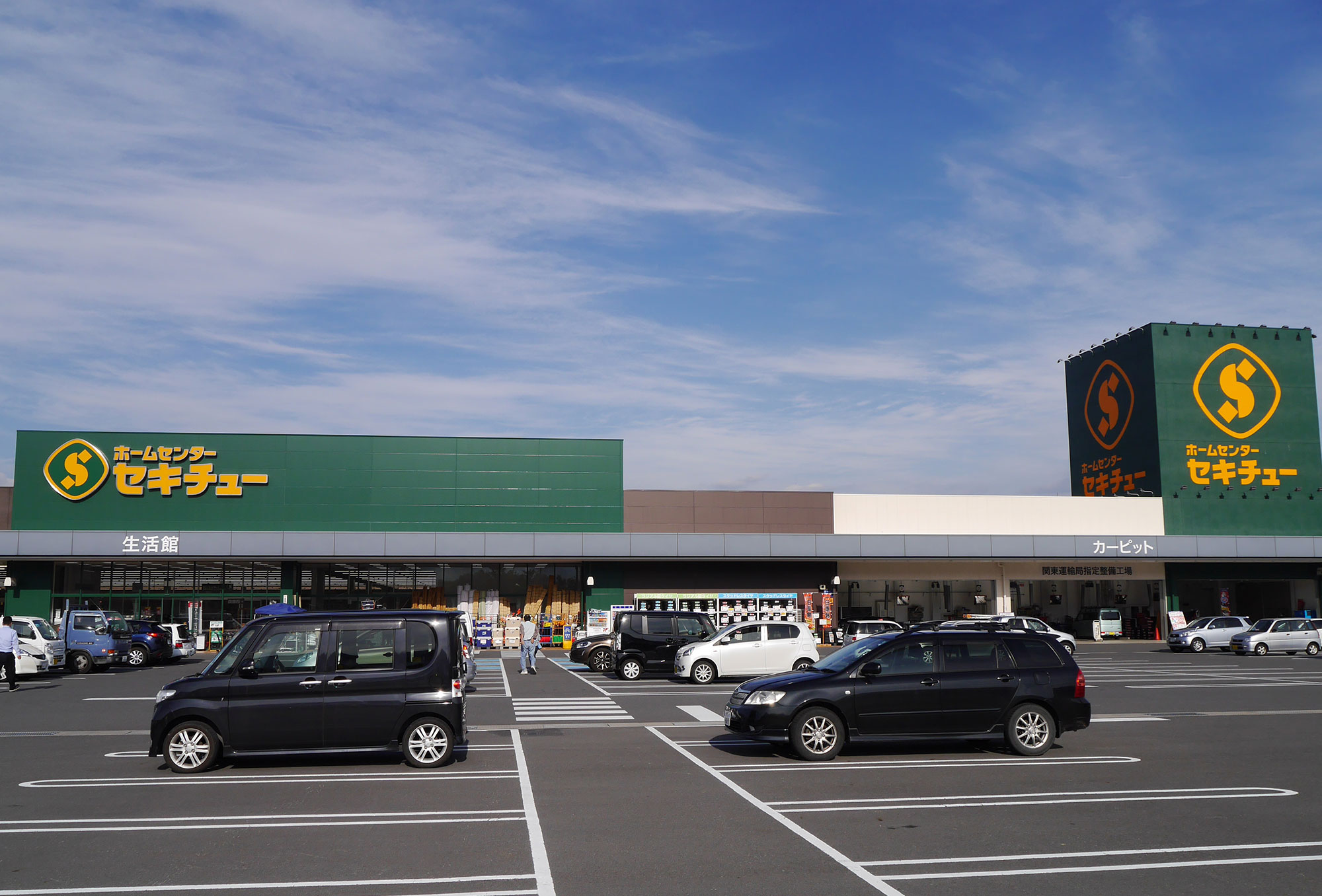
ホームセンター沼田恩田店
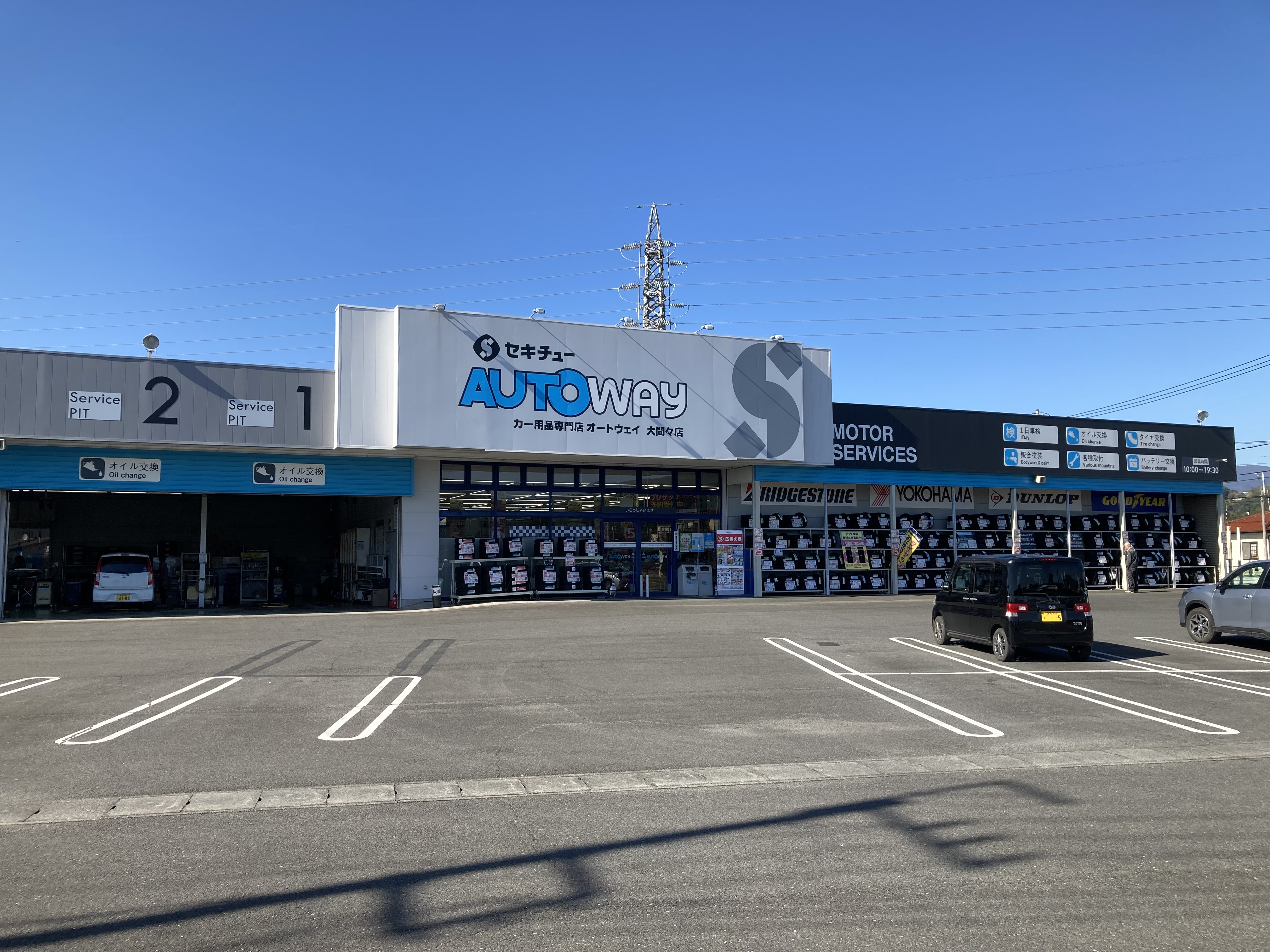
オートウェイ大間々店
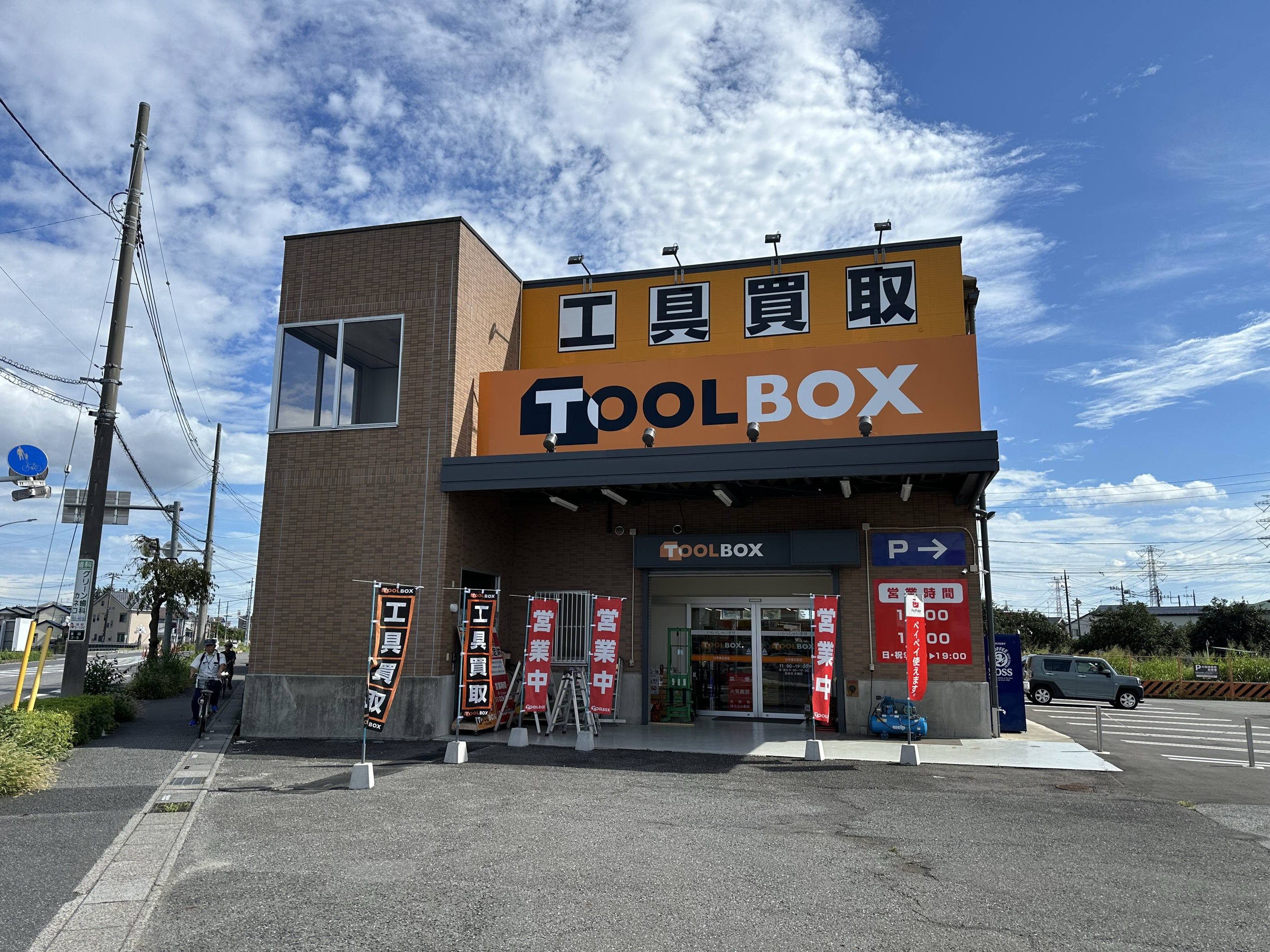
ツールボックス16号春日部店